# Хенаро Естрада Феліс
Хенаро Естрада Феліс (ісп. Genaro Estrada Félix; 2 червня 1887, Масатлан, Сіналоа — 29 вересня 1937, Мехіко), мексиканський державний і політичний діяч, дипломат, журналіст.

## Біографія
Народився 2 червня 1887 року в місті Масатлан, штат Сіналоа, Мексика.
З 1899 — співробітничав із журналом «La Bohemia Sinaloense».
З 1907 по 1911 — редактор щомісячного журналу «El Monitor Sinaloense».
З 1912 по 1924 — працював журналістом, викладав в Національному підготовчому коледжі, секретар Мексиканського товариства географії і країнознавства на літературно-філософському факультеті Національного університету.
У 1921 — один із засновників Товариства мексиканських бібліофілів.
З 1924 по 1930 — співробітник міністерства закордонних справ Мексики.
З 1930 по 1932 — міністр закордонних справ Мексики в уряді президента Ортіса Паскуаля Рубіо.
27.09.1930 — оголосив виступаючі в Лізі Націй «Доктрину Естради», яка вважала ідею визнання чи невизнання держав і урядів з боку інших держав як порушення принципу суверінітету і невтручання у внутрішні справи.
З 1932 по 1934 — Надзвичайний і Повноважний Посол Мексики в Мадриді (Іспанія).
З 1934 по 1935 — співробітник посольств Мексики в Португалії та Туреччини.
З 1935 — у відставці, продовжив роботу над виданням багатотомника «Мексиканський історико-дипломатичний архів».

## Твори
- роман «Pero Galín» (1926)
- збірка віршів «Escalera» (1929)
- збірка віршів «Paso a nivel» (1933).